# Politalscy herbu Ostoja

Herb Ostoja, wersja średniowieczna.

Politalscy (Politańscy, Politelscy) – polski ród szlachecki pieczętujący się herbem Ostoja, należący do heraldycznego rodu Ostojów (Mościców), wywodzący się z Politalic (dziś Politanice, dzielnica Bełchatowa) w dawnym województwie sieradzkim.

## Najstarsze świadectwaźródłowedotyczące rodu
Poniżej wymienione są ważniejsze świadectwa źródłowe dotyczące Politalskich herbu Ostoja oraz ich wsi gniazdowej.
- Pierwsza wzmianka dotycząca Politalic pochodzi z 1393 roku[3].

- W roku 1488 wzmiankowany był Krzysztof z Politanic[1].

- Hieronim i Jakub, synowie Piotra posiadali Politalice w 1529 roku[1].

- Piotr Politalski wzmiankowany był w 1531 roku, w związku ze sprawą o ustalenie granic dóbr: Politalice, Bełchatów i Dobrzelów. Obok Politalskiego w dokumencie dotyczącym tej sprawy wymienieni zostali: Jan Dobiecki, Małgorzata Krewczyna z bratem Maciejem Krewką Bełchackim, Wito i Albert z Wielkiego Bełchatowa oraz Stanisław i Jan z Dobrzelowa[4].

- Synowie Mikołaja z Politalic - Piotr, Mikołaj, Stanisław i Szczepan dziedziczyli Politalice w 1535 roku[1].

## Majątki ziemskie należące do rodu
Poniżej wymienione są ważniejsze dobra ziemskie należące do Politalskich herbu Ostoja.
Politalice (dziś Politanice), Przewrotne, Hucisko, Pogwizdów Stary, Uwielinek, Szczypiorno, Boczków, Piekart, Świercze (dziś nie istnieje), Niemojew, Ochocice, Szczukocice, Milkowszczyzna, Krzywda, Nierośno, Zwierżany.

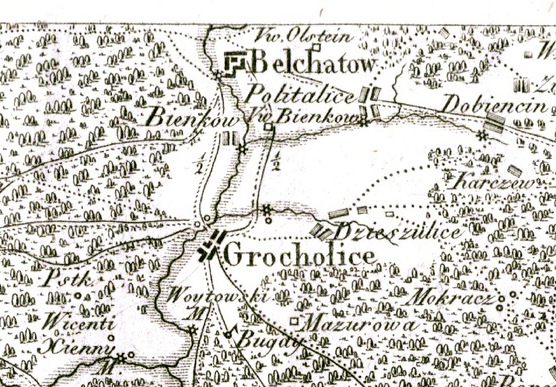
Politalice na mapie D. Gilly z lat 1802–1803.
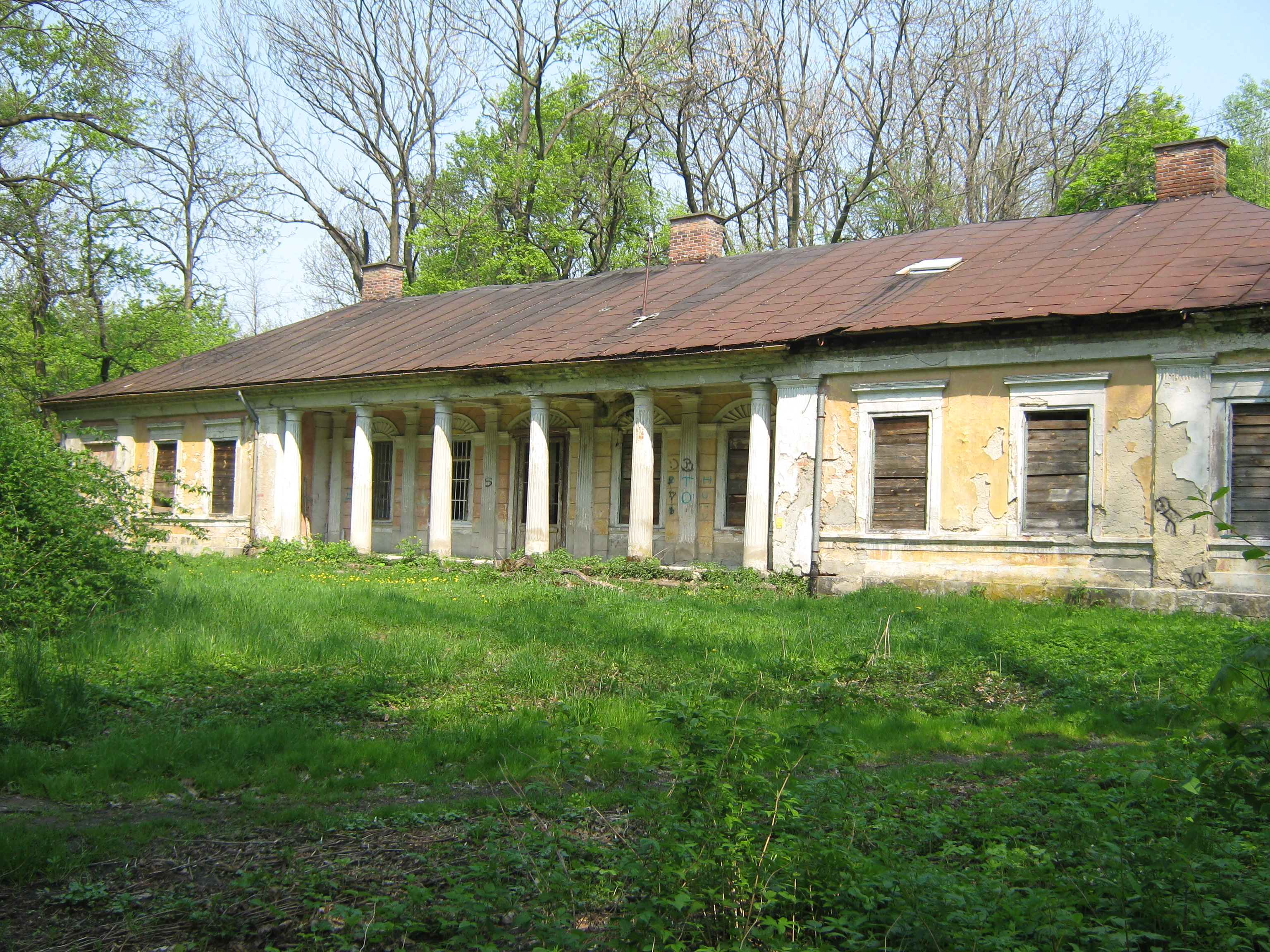
Dwór Politalskich w Przewrotnem.
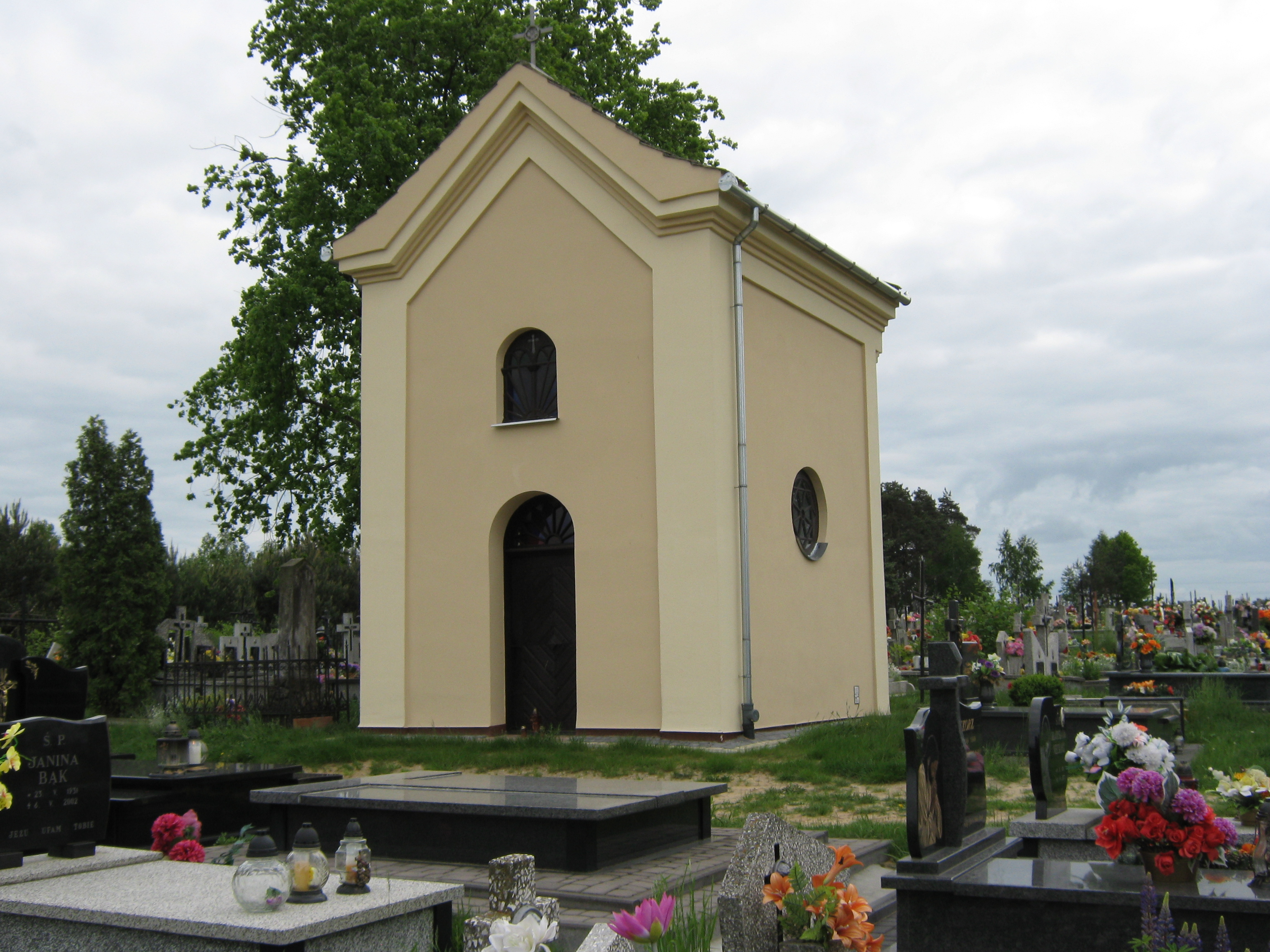
Kaplica grobowa Politalskich w Przewrotnem.
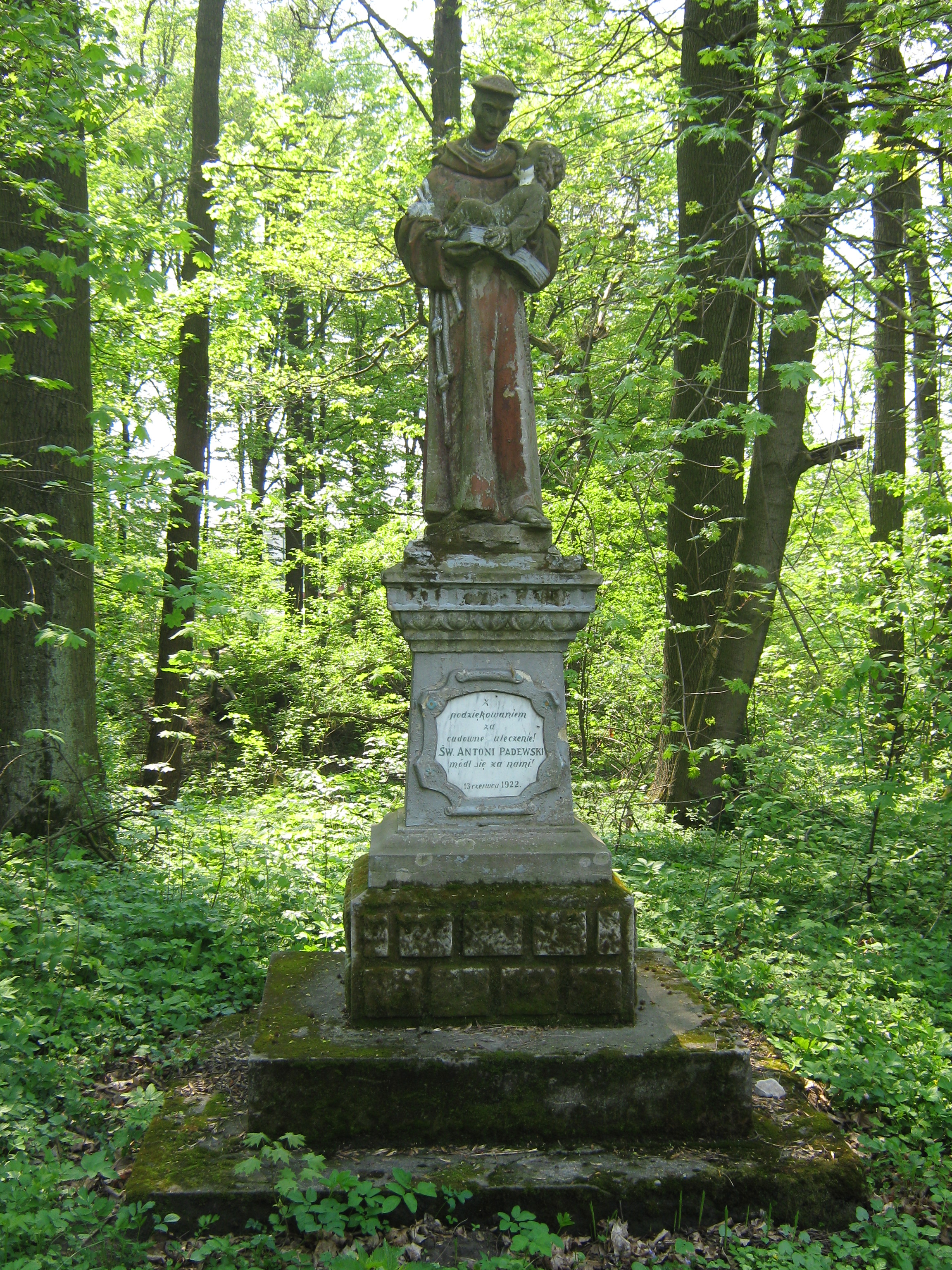
Figura św. Antoniego Padewskiego w parku Politalskich w Przewrotnem.

## Przedstawiciele rodu
- Mikołaj z Politalic (zm. po 1488) – dziedzic Politalic[1].

- Piotr z Politalic Politalski (zm. po 1531) – dziedzic na Politalicach, wzmiankowany był w 1531 roku[4].

- Mikołaj Politalski (zm. po 1596) – burgrabia grodzki sieradzki[11].

- Stefan Politalski (zm. po 1623) – burgrabia grodzki sieradzki[11], dziedzic na Szczukocicach i Borzęcinie[2].

- Krzysztof Jan Chryzostom Politalski (zm. po 1649) – pisarz grodzki chęciński. Był mężem Marianny z Czarnieckich[1].

- Fabian Politalski (zm. 1671) – vice-ekonom dóbr grodzieńskich. W roku 1650 kupił od Paców dobra Milkowszczyzna[1]. Jego Małżonką była Krystyna Zofia Skorobochata[12].

- Stanisław Kazimierz Politalski (ur. po 1638) – skarbnik witebski[13], dziedzic Milkowszczyzny. Był synem Krystyny Zofii Skorobochatej i Fabiana Politalskiego, vice-ekonoma dóbr grodzieńskich[14]. Ożenił się z Niewiadomską[1].

- Jan Politalski (zm. 1678) – cześnik grodzieński, elektor Jana III Sobieskiego, posiadacz dóbr Zwierżany. Był synem Krystyny Zofii Skorobochatej i Fabiana Politalskiego, vice-ekonoma dóbr grodzieńskich. Jego małżonką była Marianna z Olszewskich[15].

- Szymon Politalski (zm. 1685) – łowczy grodzieński, dziedzic Milkowszczyzny, właściciel dóbr Nierośno. Był synem Krystyny Zofii Skorobochatej i Fabiana Politalskiego, vice-ekonoma dóbr grodzieńskich. Ożenił się z Urszulą Reszczanką[16][17].

- Rafał Politalski (zm. po 1692) – zakonnik, dominikanin, doktor teologii, prowincjał litewski, przeor konwentu wileńskiego św. Ducha, przeor konwentu dominikanów w Sejnach, przeor konwentu dominikanów w Dereczynie.

- Mikołaj Stanisław Politalski (zm. przed 1705) – pisarz i sędzia grodzki ostrzeszowski, podstoli wiski, dziedzic wsi: Szczypiorno, Boczków, Piekart, Świercze (dziś nie istnieje) i części Niemojewa.

- Jakub Franciszek Politalski (zm. 1710) – horodniczy zamku grodzieńskiego, pisarz grodzki grodzieński. Był synem Rafała Politalskiego. Jego małżonką była Katarzyna z Grobickich[10].

- Antoni Politalski (zm. 1746) – oboźny grodzieński, stolnik starodubowski, stolnik grodzieński. Był synem Szymona Politalskiego, łowczego grodzieńskiego i Urszuli z Reszków. Jego małżonką była Ewa z Bojanowskich h. Junosza.

- Ludwik Politalski (zm. 18 kwietnia 1776) – sędzia grodzki ostrzeszowski, subdelegat grodzki piotrkowski, burgrabia grodzki ostrzeszowski, wojski mniejszy radomszczański, miecznik radomszczański, wojski większy radomszczański, elektor króla Stanisława Augusta.

- Maksymilian Politalski (zm. po 1780) – burgrabia grodzki piotrkowski. Był synem Stanisława i Zofii z Komornickich. Jego małżonką była Ewa Rottermund h. własnego[18].

- Michał Politalski (zm. po 1792) – skarbnik grodzieński, sędzia ziemski grodzieński[19], cześnik grodzieński[20]. Według relacji Naruszewicza z podróży króla Stanisława Augusta do Grodna w 1784 roku na granicy powiatów lidzkiego i grodzieńskiego witał N[ajjaśniejszego] P[ana] J[aśnie] P[an] Politalski, prezes ziemski grodzieński, którego Król J[egomość] uścisnąwszy i oświadczywszy ukontentowanie z usług syna jego, obiecał, mimo jadąc, dom jego w Milewicach odwiedzić. Jakoż, wyjechawszy z Kamionki, zajechał do dworu i z kwadrans tam zabawił z tak wielkim gospodarza ukontentowaniem, że ten sędziwy i poczciwy obywatel z radości więcej do pana łzami niżeli słowami mówił[21].

- Ignacy Politalski (zm. 1821) – pułkownik wojsk litewskich i polskich, sędzia deputat Trybunału Głównego Wielkiego Księstwa Litewskiego, dziedzic Milkowszczyzny i Krzywdy. Był mężem Ludwiki Jezierskiej, podstolanki łukowskiej[1]. Biskup Adam Naruszewicz w diariuszu z podróży króla Stanisława Augusta na sejm grodzieński w 1784 roku wspomniał Ignacego Politalskiego w kontekście organizacji wyjazdu tymi słowy: J[ego]m[ość] Pan major Politalski i kapitan Karłowski pojadą z Królem J[ego]m[o]ścią i potrzeba, aby z sobą mieli jednego siodlarza i kowala. Dla ich potrzeby będzie jedna kolaska i dwa pakowne wozy, na których będą królewskie rzędy, które będą potrzebne, jako też liberyja zapakowana, skóry, żelazo i inne potrzebne rzeczy, do których powozów trzech potrzeba będzie koni 18[22].

- Jan Kanty Politalski (zm. po 1826) – koniuszy nadworny koronny w 1777 roku[23].

- Jakub Politalski (zm. 1852) – członek Stanów Galicyjskich[24]. Nabył dobra Hucisko wraz z Przewrotnem w 1818 roku od Dobrzyńskich[5].

- Stanisław Politalski (1841-1888) – powstaniec styczniowy, dziedzic Przewrotnego[25], członek Rady Powiatu Kolbuszowskiego[26].

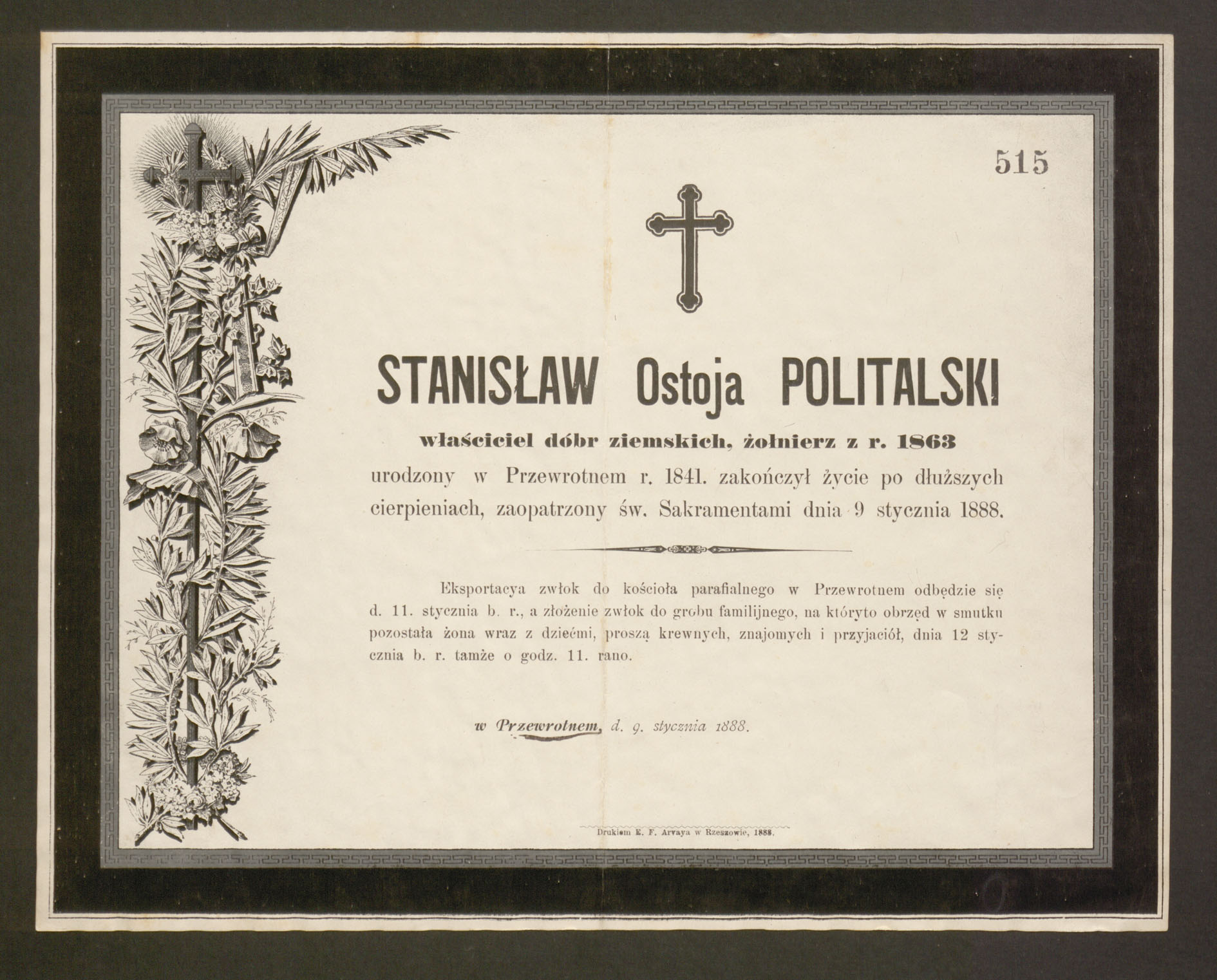
Nekrolog Stanisława Politalskiego.